# لمياء (ممثلة بحرينية)
لمياء، ممثلة بحرينية. وقعت عقد أحتكار لشركة بنت المملكة التي تملكها الممثلة زينب العسكري لمدة ثلاث سنوات.

## أعمالها

### من المسلسلات
- بلا رحمة.
- لحظة ضعف.
- لعنة امرأة.

## روابط خارجية
- لمياء على موقع قاعدة بيانات الأفلام العربية